# Hombleux
Hombleux község Franciaország Hauts-de-France régiójában, Somme megyében. Lakosainak száma 1119 fő (2022. január 1.). Hombleux Breuil, Buverchy, Eppeville, Esmery-Hallon, Languevoisin-Quiquery, Offoy, Rouy-le-Petit, Sancourt, Voyennes, Libermont és Ercheu községekkel határos.
Új községként 2019. január 1-jén jött létre, amikor a régi Hombleux egyesült Grécourt korábbi községgel.

## Népesség
A település népességének változása:
| Lakosok száma | 1177 | 1178 | 1158 | 1139 | 1119 |
|               | 2018 | 2019 | 2020 | 2021 | 2022 |